# Seznam evropskih umetniških gibanj
Kronološki seznam evropskih umetniških gibanj. S tem mislimo tokove in njihov izvor v Evropi. Umetniško obdobje je faza v razvoju umetnikovega dela, skupin umetnikov ali umetniškega gibanja.

## Umetnost starega veka

### Umetnosti visokih kultur
- Umetnost egejskih kultur
- Grška umetnost
- Etruščanska umetnost
- Rimska umetnost

## Umetnost srednjega veka

### Zgodnji srednji vek
- Zgodnjekrščanska umetnost (260–525)
- Umetnost obdobja preseljevanja ljudstev (300–900)
  - Merovinška umetnost
  - Vizigotska umetnost (415–711)
  - Anglosaška umetnost (400–1066)
- Karolinška renesansa
- Karolinška umetnost (780–900)
- Otonska umetnost (919–1024)
- Keltska umetnost
- Otoška keltska umetnost (600–1200)
- Vikinška umetnost (700–1100)
- Predromanska umetnost 500–1000
- Bizantinska umetnost

### Visoki srednji vek
- Romanska umetnost
- Gotska umetnost
  - Zgodnja gotika (1122-1200)
  - Visoka gotika (1200-1350)

### Pozni srednji vek
- Mednarodna gotika (arhitektura) (1350-1450)
- Razposajena gotika (1450-1550)

## Umetnost novega veka

### Renesansa (ok. 1300 - ok. 1602)
- Zgodnja renesansa
- Visoka renesansa
- Manierizem (1520 - 1600)
- Severna renesansa
- Mednarodna gotika (pripovedna umetnost)
- Klasicizem
- Posvetna umetnost
- Monumentalizem
- Renesančni humanizem
- Idealizem
- Perspektivizem
- Iluzionizem

### Od 16. do 18. stoletje
- Barok (1600 - 1730)
- Baročni klasicizem
- Alegorizem
- Pietizem (pripovedna umetnost)
- Sektaštvo
- Gesturalizem
- Emocionalizem
- Caravaggizem
- Absolutizem
- Nizozemska zlata doba (1585 – 1702)
- Flamsko baročno slikarstvo (1585 – 1700)
- Akademska umetnost
- Rokoko (1720 - 1780)
- Neoklasicizem (1750 - 1830)
- Régence
- Italianisti

### 19. stoletje
- Art déco (1920 - 1930)
- Umetniška in umetna obrt (1880 - 1910)
- Kolonija Cranbrook
- Dekadentizem
- Eklekticizem
- Empir
- Esteticizem (1845 - 1890)
- Impresionizem (1860 - 1890)
- Materializem
- Naturalizem (pripovedna umetnost)
- Neogotika
- Neorenesansa
- Orientalizem
- Postimpresionizem (1886 - 1905)
  - Art nouveau (1890 - 1914): Jugendstil (Nemčija, Skandinavija), Dunajska secesija (1897) in Modernizem (1890 do 1910, Španija)
  - Neoimpresionizem (1886 - 1906)
  - Pointilizem (1879)
  - Simbolizem (1880 - 1910)
- Prerafaeliti (1848 - 1854)
- Realizem (1830-1870)
- Romantika (1790 - 1880)
- Purizem (okoli 1820 - 1860)
- Secesionizem in odcepitev
- Barbizonska šola (okoli 1830 - 1870)
- Bidermajer (1815 - 1848)
- Fotografija (od leta 1826 dalje)
- Peredvizniki (1870, Rusija)

### Modernizem
- Abstraktni impresionizem (1940)
- Die Brücke 1905 - 1913
- Kobra (1946 - 1952)
- Konstruktivizem (1950-ta)
- Dadaizem (1950-ta)
- Ekspresionizem (1905 - 1930)
- Fauvizem (1904 - 1909)
- Futurizem (1910 - 1930)
- Neformalna (pripovedna) umetnost
- Kubizem (1907 - 1914)
- Moderna umetnost (1860 - 1945)
- Modernizem (1890 - 1910)
- Plasticizem
- Primitivizem
- Neoplasticizem (1917 - 1931)
- Socialni realizem (okoli 1930 - 1950)
- Spatializem
- Suprematizem (1915 - 1925)
- Nadrealizem (1920)

## Sodobna umetnost

### Postmodernizem
- Postmodernizem
- Konceptualna umetnost
- Neokonkeptualizem
- Neoekspresionizem
- Minimalizem (1960-ta)
- Senzacionalizem

### 20. stoletje
- Animizem
- Nervia
- Socialni realizem
- Nova objektivnost
- Avantgarda
- Bauhaus (1919 - 1933)
- Kubizem (1907 - 1914)
- Dadaizem (1916 - 1930)
- Assemblage umetnost
- Futurizem (1910 - 1930)
- Metafizična (pripovedna) umetnost
- Magični realizem
- Surealizem (po 1920)
- Nova umetnost
- Kobra
- Op-art (1964)
- Happening (zgodnja 1960-ta)
- Fluxus
- Video umetnost (zgodnja 1960-ta)
- Performance (1960-ta)
- Biomorfična (pripovedna) umetnost (1915 - 1940)
- Neformalna (pripovedna) umetnost
- Eksistencialna umetnost
- Popart (primarni pomen) (sredina 1950)
- Kapitalistični realizem
- Nova figuralika
- Arte povera (1967)
- Temeljna umetnost
- Art brut
- Novi realizem
- Konceptualna umetnost (1960-ta)
- Novi Wilden
- Grafit (1960-ta)
- Body art
- Poštna umetnost (1970-ta)
- Land art (pozna 1960-ta - zgodnja 1970-ta)
- Fantastična (pripovedna) umetnost
- Neorealizem (gibanje)
- Severni realizem
- Zero

### 21. stoletje
- Svobodni realizem
- Planetarizem
- Tojizem (1992)
- Poslovna umetnost
- Digitalna umetnost (1990)
- Line-art
- Spletna umetnost (od 1990-tih dalje)